# Cylindromyia sydneyensis
Cylindromyia sydneyensis är en tvåvingeart som beskrevs av Malloch 1930. Cylindromyia sydneyensis ingår i släktet Cylindromyia och familjen parasitflugor. Inga underarter finns listade i Catalogue of Life.